# Omar Ajete
Omar Ajete (31 luglio 1965) è un giocatore di baseball cubano.

## Palmarès

### Olimpiadi
- Oro a Barcellona 1992;
- Oro a Atlanta 1996;
- Argento a Sydney 2000.